# Enrique Gran
Enrique Gran Villagraz (Santander, 2 de noviembre de 1928 – Madrid, 8 de enero de 1999) fue un pintor español.

## Biografía
Nace en 1928 en Santander y pasa allí su infancia, aunque reside por unos meses en Llanes durante la guerra civil española. En 1949 se traslada a Madrid para realizar el servicio militar y dos años más tarde ingresa en la Real Academia de Bellas Artes de San Fernando, donde estudia desde 1951 a 1956, toma contacto con otros artistas como Amalia Avia, Antonio López García, Francisco López Hernández o Lucio Muñoz entre otros. Al finalizar sus estudios en la Academia de San Fernando su estilo es impresionista abstracto. Amplía estudios en París en 1958 con una beca de la Diputación Provincial de Santander. Participa en las bienales de Venecia en 1960 y 1968, en la de París de 1961, en la de Alejandría de 1965, y en la Cuatrienal de Finlandia de 1961.  En el año 1992 participa en la película El sol del membrillo, dirigida por Víctor Erice, donde mantiene distintas conversaciones con el pintor Antonio López. Fallece en 1999 al incendiarse su residencia.

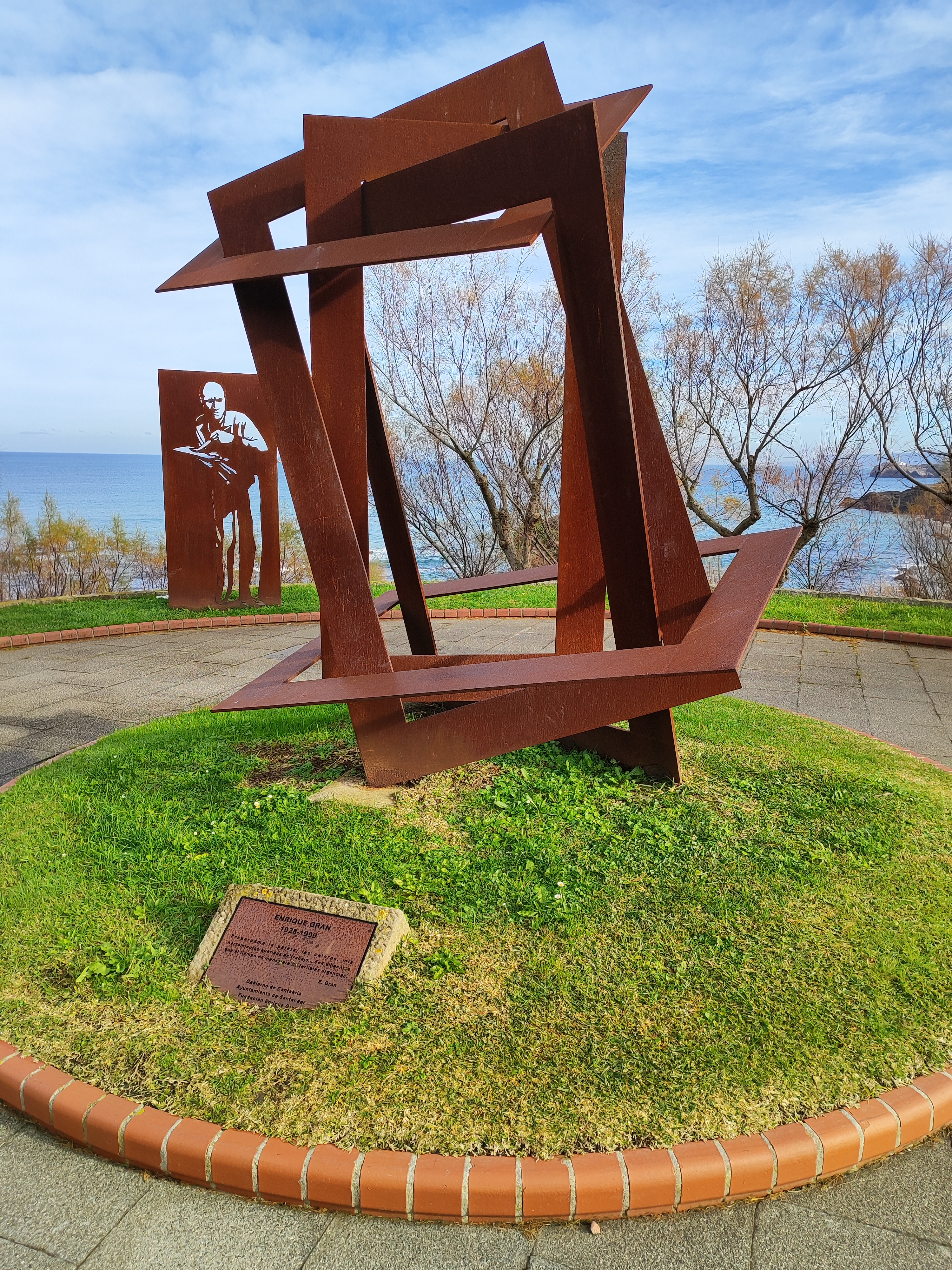
Monumento a Enrique Gran en Santander, de la escultora Gema Soldevilla.

Sus obras se encuentran expuestas en distintos museos, como el Museo de Arte Moderno y Contemporáneo de Santander y Cantabria, Museo de la UNESCO de Nairobi, el Museo Nacional Centro de Arte Reina Sofía de Madrid, Museo Español de Arte Abstracto de Cuenca o el Storm King Art Center de Nueva York. En el año 2009 se inauguró en Santander una escultura creada por Gema Soldevilla para homenajearle y el ayuntamiento de Santander le dio su nombre a una calle.